# Artaxa rufibasis
Artaxa rufibasis är en fjärilsart som beskrevs av Holloway 1976. Artaxa rufibasis ingår i släktet Artaxa och familjen tofsspinnare. Inga underarter finns listade i Catalogue of Life.